# Insediamento fenicio-punico di Pani Loriga
L'insediamento fenicio-punico di Pani Loriga è un importante complesso archeologico, comprendente un insediamento fortificato e due necropoli, situato nel comune di Santadi, nella provincia del Sulcis Iglesiente.

## Preesistenze
Come testimoniato dalla presenza di alcune domus de janas, il sito era già frequentato in epoca prenuragica. Sulla sommità del colle si trova il nuraghe Diana, di età nuragica.
Di rilievo è la presenza, nella sepolture, di ceramiche tipiche della cultura di El Argar (Spagna sud-orientale), dell'età del bronzo antico, rinvenute assieme a ceramiche campaniformi e Bonnanaro.

## L'insediamento fenicio-punico
L'insediamento venne edificato durante la seconda metà del VII secolo a.C. dai fenici. Sorge sulla piccola collina, dalla quale è possibile controllare il territorio circostante e le vie d'accesso verso il Cixerri e il campidano di Cagliari. L'acropoli, dove sono stati rinvenuti resti di abitazioni, era difeso da una doppia cinta muraria.

### La necropoli
Situata a sud-ovest dell'altura, la necropoli fenicia, datata al VI secolo a.C. circa, consiste in 150 sepolture a fossa, dove prevale il rito dell'incinerazione.

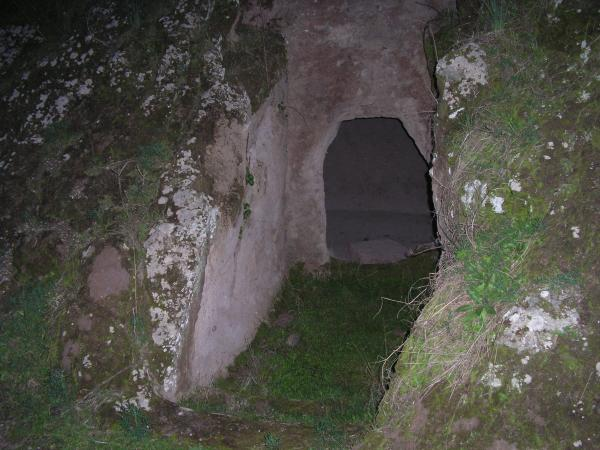
Tomba punica

La necropoli punica, localizzata nelle pendici nord-occidentali del colle, è invece composta da tombe ipogee ad inumazione, in alcuni casi ricavate dalle più antiche sepolture locali : le domus de janas. In base ai corredi funerari rinvenuti è stata datata al V-IV secolo a.C.

### Il tofet
Ad est dell'acropoli sono stati individuati i resti di quel che si presume essere il tofet.

## Scavi
L'insediamento fu scoperto da Ferruccio Barreca nel 1966. Successive campagne di scavo furono condotte tra il 1968 e il 1976, cui si aggiunge la più recente nel 2016.